# Eritreas selvstændighedskamp
Eritreas selvstændighedskamp var en krig, som blev udkæmpet mellem den etiopiske regering, først Haile Selassies kejserrige og der efter det sovjetstøttede marxistisk-leninistiske militærregime under Mengistu Haile Mariam på den ene side, og eritreiske separatister på den anden, både før og under den etiopiske borgerkrig. Baggrunden for krigen var, at FN i 1950 besluttede, at den tidligere italienske koloni Eritrea skulle indgå i en føderation med Etiopien, og senere annekterede Etiopien landet og gjorde det til en etiopisk provins. 
Eritreas selvstændighedskrig varede i 30 år, fra 1. september 1961, da Hamid Idris Awate affyrede de første skud mod de okkuperende etiopiske styrker, til 29. maj 1991. Den eritreiske modstand var samlet i to oprørsgrupper. Den ene var den nationalistiske den eritreiske befrielsesfront (ELF), oprindelig en hovedsagelig muslimsk bevægelse i et land, hvor den ortodokse kristendom ved siden af islam var den dominerende religion, men de kristne fik stadig større indflydelse i gruppen. Den anden var det eritreiske folks befrielsesfront (EPLF), som var en venstrefløjsgruppe som brød med ELF i 1970. Disse to grupper kæmpede mod hinanden i det, som er blevet kendt som de eritreiske borgerkrige i 1972-1974 og 1980-1981. Det eritreiske folks befrielsesfront gik sejrende ud af denne konflikt og resterne af ELF måtte flygte til Sudan. I 1991 besejrede EPLF de etiopiske styrker i Eritrea og tog kontrollen over landet. Under navnet folkefronten for demokrati og retfærdighed styrer de fortsat Eritrea med Isaias Afwerki som præsident. Samme år faldt Mengistu-regimet i Etiopien efter en langvarig borgerkrig. 
I maj 1993 blev der afholdt en etiopisk støttet folkeafstemning, hvor det eritreiske folk næsten enstemmigt stemte for uafhængighed (99,79%). Eritrea blev formelt internationalt anerkendt senere samme år. 
Årsagerne til den eritreiske sejr var, at både Cuba og USSR stoppede deres tidligere støtte til Etiopien i slutningen af 1980'erne i forbindelse med, at de sovjetvenlige regeringer i Østeuropa faldt. Dette førte til, at den etiopiske kampmoral forsvandt. Videre vandt eritreerne en vigtig sejr over større etiopiske og sovjetiske styrker i slaget ved Afabet i 1988, hvilket førte til, at Etiopien måtte trække sig ud fra det nordøstlige Eritrea. Under konflikten havde etiopierne anvendt både gas og napalm mod de eritreiske guerillaer.